# Sula leucogaster

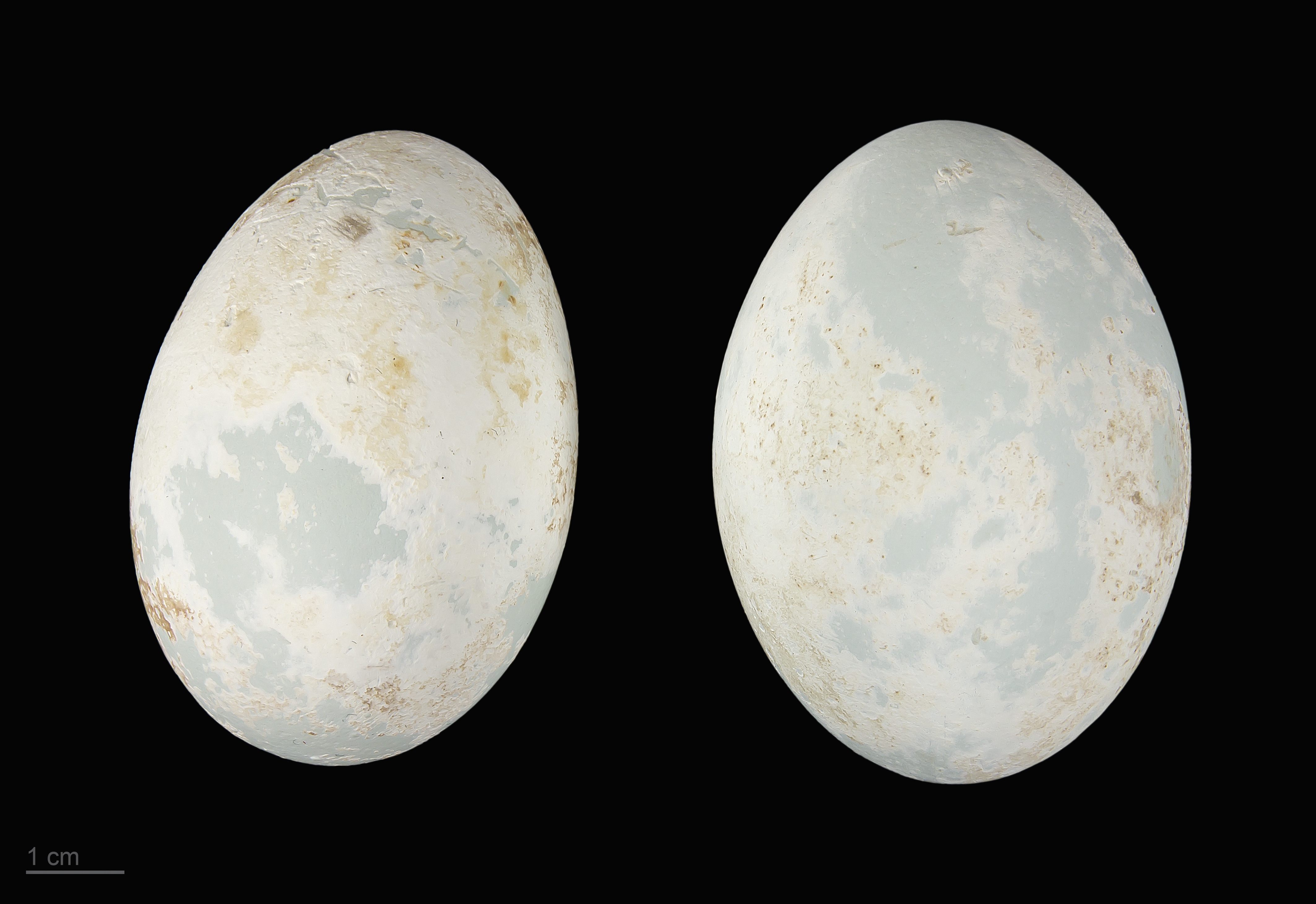
Sula leucogaster - MHNT

El piquero pardo, alcatraz pardo o boba marrón (Sula leucogaster) es una especie de ave suliforme de la familia Sulidae propia de la franja tropical y subtropical de los océanos Atlántico e Índico. Es un piquero claramente identificable por su plumaje principalmente pardo oscuro en contraste con el blanco de su vientre.
El piquero pardo es un ave marina de distribución pantropical con colonias de reproducción en los océanos Atlántico e Índico.
Según Murphy (1936), la raza típica del piquero pardo (S. leucogaster leucogaster) se encuentra en el océano Atlántico. En el Pacífico, se reconocían dos subespecies algo distintas a la nominotípica del Atlántico, ya que en vez de tener la cabeza y garganta café como ésta, la tienen de color blanquecino grisáceo. Dichas subespecies son reconocidas actualmente como una especie diferenciada: Sula brewsteri.

## Subespecies
Tiene descritas dos subespecies:
- Sula leucogaster leucogaster (Boddaert, 1783)
- Sula leucogaster plotus (Forster, 1844)